# Митка Гръбчева
Митка Бочева Гръбчева е деятелка на Българската комунистическа партия (БКП), терористка и партизанка.
По време на Германско-съветската война след 1941 година участва в терористични групи, а след това е партизанка от Партизански отряд „Георги Бенковски“ (Червен бряг). Включва се в терора, последвал Деветосептемврийския преврат от 1944 година, а през следващите години участва активно във формирането на комунистическата Държавна сигурност. Авторка е на известната мемоарна книга за ранните си години „В името на народа“, както и на брошурата „Бойните партизански петорки в града“, използвана като ръководство от терористи.
Митка Гръбчева се омъжва за Димитър Гръбчев, който също е партизанин и висш офицер в Държавна сигурност. Двамата имат дъщеря Иванка Гръбчева, която е известна българска режисьорка, и син Сокол Гръбчев, служител във Второ главно управление на ДС и в МВнР.

## Биография
Митка Гръбчева е родена през 1916 година в село Радомирци, Луковитско. В Междувоенния период баща ѝ е член на Българския земеделски народен съюз, а след това не е политически активен.
Гръбчева работи в София, като през 1938 година е във Фабрика „Платно“ в „Подуяне“, където става член на комунистическия Работнически младежки съюз.
През 1939 година Гръбчева става член на БКП. След началото на Съветско-германската война през юни 1941 година БКП се ориентира към въоръжени действия срещу правителството и като част от тях организира мрежа от „бойните групи“, който организират терористични атентати срещу обществени фигури. Гръбчева е включена в такава група с нелегалния псевдоним „Огняна“ и на 3 май 1943 година заедно с Величко Николов (или Станев) убива пред входа на дома му полковник Атанас Пантев. След Деветосептемврийския преврат от 1944 година Пантев е съден посмъртно от т.нар. „Народен съд“, но изненадващо е оправдан.
След атентата срещу Пантев Гръбчева става партизанка в партизански отряд „Чавдар“ и Партизански отряд „Георги Бенковски“ (Червен бряг). Участва в Брусенската битка на 26 юни 1944 година, където е ранена в ръката.
На 12 септември 1944 г., по време на масовия терор след Деветосептемврийския преврат, Гръбчева лично убива в Луковит командващия Четвърта българска армия генерал Атанас Стефанов. Самата тя по-късно твърди, че е извършила убийството при самоотбрана, но това се отхвърля от други присъствали на инцидента комунисти. По това време тя участва и други масови убийства, сред които това на кмета, свещеника и директора на училището в село Торос, Луковитско.
На 15 септември 1944 година Гръбчева вече е в София и е назначена за групов началник в отделение „А“ (политическа полиция) във формиращата се комунистическа Държавна сигурност. След раждането на дъщеря ѝ Иванка през юли 1946 година прави няколко опита да напусне Държавна сигурност, позовавайки се на здравословни проблеми, като накрая е освободена считано от 15 септември 1947 година. Тогава е началник на група в отделение „А“ на Държавна сигурност. След това работи известно време в партийния комитет на Министерството на вътрешните работи, но напуска и него. През 1970 г. отново е назначена на работа с чин полковник, считано от 2 ноември 1970 г., но е уволнена на 3 ноември, като изглежда целта на тези документи е тя да получи звание полковник от запаса.
Митка Гръбчева е автор на мемоарната книга „В името на народа“. Издава и брошурата „Бойните партизански петорки в града“. По сведения тази брошура, преведена на турски, била дадена на Али Агджа от „Сивите вълци“ да проучи българския опит; преведена е и на немски за нуждите на фракцията „Червена армия“ на терористичната група на Баадер и Майнхоф през 70-те години.
Награждавана е с орден „Георги Димитров“ (27 януари 1976).